# 인도귤
인도귤(印度橘, 학명: Citrus indica 키트루스 인디카[*])은 운향과의 과일 나무(상록 관목 또는 소교목)이다. 오렌지 등 오늘날 재배되는 귤속 과일 작물의 조상이 되는 원생종 가운데 하나이며, 가장 "원시적"인 귤속 식물로 여겨진다. 원산지는 북동인도이다. 메갈라야주의 가로구릉에서 오랫동안 재배되어 왔으며, 가로족 사람들이 전통의학 및 주술 의식에 사용해왔다.
멸종위기종이며, 자라는 데 특정한 미세기후가 중요하기 때문에 서식지가 제한된다. 화전농업이 서식지 파괴의 원인 가운데 하나이다. 노크레크 생물권보전지역에서 보호되고 있으며, 인도귤 보호를 위해 국립 귤속 유전자원 보호구역(National Citrus Gene Sanctuary)이 만들어지기도 했다.